# مهدیه محمدخانی
مهدیه محمدخانی (زادهٔ ۱۴ آذر ۱۳۶۵) خوانندهٔ اهل ایران و سرپرست گروه موسیقی شهنوا است.

## زندگی‌نامه
مهدیه محمدخانی، ۱۴ آذر ۱۳۶۵ در تهران متولد شد. در نوجوانی به فراگیری ساز پیانو پرداخت. او از سال ۱۳۸۷ همزمان با پذیرش در رشتهٔ مهندسی معماری، به فراگیری آواز ایرانی نزد غلامرضا رضایی مشغول شد و همزمان به کلاس نوازندگی ساز دف وارد شد. وی در سال ۱۳۹۰ با مجید درخشانی آشنا شد و نخستین آلبوم موسیقی خود را با عنوان «دریادل» با آهنگسازی مجید درخشانی، اجرا و ضبط نمود. پس از آن در تور کنسرتهای اروپا در سال ۲۰۱۳ و تور کنسرت‌های استرالیا در سال ۲۰۱۴ با مجید درخشانی همکاری کرد. او در این هنگام طی دیداری با محمدرضا شجریان، به کلاس‌های آواز وی راه یافت.

## آثار هنری

### آلبوم‌های موسیقی
- دریا دل[۵]

| نام ترانه                | ترانه‌سرا         | آهنگساز                           | دستگاه      | زمان |
| ------------------------ | ---------------- | --------------------------------- | ----------- | ---- |
| ۱- دریا دل               | لایق شیرعلی      | مجید درخشانی                      | آواز دشتی   | ۶:۱۱ |
| ۲-از دوست داشتن          | فروغ فرخزاد      | مجید درخشانی                      | بیات اصفهان | ۵:۴۲ |
| ۳- آواز (گریه می‌دهد ساز) | نیما یوشیج       | مجید درخشانی                      | بیات اصفهان | ۷:۳۸ |
| ۴- تار                   |                  | مجید درخشانی                      | بیات اصفهان | ۲:۰۷ |
| ۵- دگر باره              | مولانا           | مجید درخشانی                      | بیات اصفهان | ۶:۴۷ |
| ۶- آواز                  | ملک الشعرای بهار | قیچک مهرداد ناصحی                 | ماهور       | ۶:۳۷ |
| ۷- جاودانه               | ملک الشعرای بهار | مرتضی نی داود تنظیم: مجید درخشانی | ماهور       | ۵:۱۱ |
| ۸- آتش دل                | پژمان بختیاری    | مرتضی نی داود تنظیم: مجید درخشانی | دشتی        | ۶:۴۱ |
| ۹- پنهان چو جان          | مولانا           | مجید درخشانی                      | دستگاه نوا  | ۴:۰۴ |

- یک دریچه (به همراه گروه دستان، و آهنگسازی حمید متبسم، بر اساس اشعار فروغ فرخزاد)[۶][۷]

| نام ترانه      | زمان |
| -------------- | ---- |
| نهایت شب       | –    |
| آسمان من       | –    |
| به من نگاه کن  | –    |
| تو پرواز می‌کنی | –    |
| رؤیای تو       | –    |
| آغاز عشق       | –    |

- در آغوش ماه با آهنگسازی مزدا انصاری[۸]
- تاروپود با آهنگسازی حمید متبسم[۹][۱۰]

### تک آهنگ‌ها
| نام ترانه                       | ترانه‌سرا        | آهنگساز          | تنظیم            |
| ------------------------------- | --------------- | ---------------- | ---------------- |
| شوریده                          | شهرام اقوامی    | مجید درخشانی     | مجید درخشانی     |
| از کفم رها                      | عارف قزوینی     | عارف قزوینی      | مجید درخشانی     |
| خوشه‌چین                         | کریم فکور       | روح‌الله خالقی    | مجید درخشانی     |
| نوروز خوش آمد                   | سلمان ساوجی     | حسین بهروزی‌نیا   | حسین بهروزی‌نیا   |
| در سکوت میهن                    | مسعود کلانتری   | حسین بهروزی‌نیا   | حسین بهروزی‌نیا   |
| مهرگیاه                         | سعدی            | حمید متبسم       | حمید متبسم       |
| تو را ای کهن بوم و بر دوست دارم | مهدی اخوان ثالث | بهزاد عبدی       | بهزاد عبدی       |
| آینه در آینه                    | هوشنگ ابتهاج    | بهزاد عبدی       | بهزاد عبدی       |
| ماه و آینه                      | هوشنگ ابتهاج    | آزاد میرزاپور    | آزاد میرزاپور    |
| بمان                            | سجاد عزیزی آرام | محمدرضا چراغلعلی | محمدرضا چراغلعلی |

### کنسرت‌ها
- اجرای کنسرت «تار و پود» به سرپرستی حمید متبسم در جشنواره رودل اشتات آلمان، ۲۰۱۹[۲۰]
- تور استرالیا، کنسرت «تار و پود» به سرپرستی حمید متبسم، ۲۰۱۸[۲۱]
- تور اروپا، کنسرت «تار و پود» به سرپرستی حمید متبسم، ۲۰۱۷[۲۲]
- تور کانادا، کنسرت «تار و پود» به سرپرستی حمید متبسم، ۲۰۱۷[۲۳]
- تور کانادا و آمریکا، «گروه موسیقی دستان»، کنسرت «یک دریچه» به سرپرستی حمید متبسم، ۲۰۱۵[۴][۲۴][۲۵]
- تور اروپا، «گروه موسیقی دستان»، کنسرت «یک دریچه» به سرپرستی حمید متبسم، ۲۰۱۵[۲۶][۲۷][۲۸]
- تور استرالیا، «گروه موسیقی ماه» به سرپرستی مجید درخشانی، ۲۰۱۴[۴]
- تور اروپا، «گروه موسیقی ماه» به سرپرستی مجید درخشانی، ۲۰۱۳[۲۹]

## احضار به دادگاه
در اسفند ۱۳۹۳، مهدیه محمدخانی به همراه مجید درخشانی، در پی شکایت پلیس امنیت تهران برای ادای توضیحات به دادگاه فرا خوانده شدند. پلیس امنیت تهران به دلیل «تهیه و تدوین و انتشار فیلم تک‌خوانی زنان» علیه مهدیه محمدخانی و مجید درخشانی شکایتی را به قوه قضائیه ارسال کرده بود.

## شایعهٔ اجرا در ایران
در سال ۱۳۹۲، پس از انتخاب علی جنتی به عنوان وزیر فرهنگ و ارشاد اسلامی، شایعه‌ای مبنی بر اجرای زنده مهدیه محمدخانی در حضور وزیر ارشاد در شبکه‌های اجتماعی به راه افتاد که واقعیت نداشت.